# 우크라이나 국가 올림픽 위원회
우크라이나 국가 올림픽 위원회(우크라이나어: Нацiональний олiмпiйський комiтет України)는 우크라이나의 국가 올림픽 위원회이다. IOC 코드는 UKR이다. 본부는 키이우에 있으며 유럽 올림픽 위원회에 소속되어 있다.
1990년에 설립되었으며 1993년에 국제 올림픽 위원회의 승인을 받았다. 46개 국가 스포츠 종목 연맹이 소속되어 있으며 우크라이나의 스포츠 발전을 담당한다. 또한 올림픽, 유러피언 게임을 비롯한 국제 스포츠 대회에 참가하는 우크라이나의 선수들을 대표한다.

## 같이 보기
- 올림픽 우크라이나 선수단